# Selaginella ciliaris
Selaginella ciliaris är en mosslummerväxtart som först beskrevs av Anders Jahan Retzius, och fick sitt nu gällande namn av Antoine Frédéric Spring. Selaginella ciliaris ingår i släktet mosslumrar, och familjen mosslummerväxter. Inga underarter finns listade i Catalogue of Life.